# Погорєле (Невельський район)
Погорєле (рос. Погорелое) — присілок в Невельському районі Псковської області Російської Федерації.
Населення становить 7 осіб. Входить до складу муніципального утворення Туричинська волость.

## Історія
Від 2015 року входить до складу муніципального утворення Туричинська волость.

## Населення
| 2001 | 2002 | 2010 |
| ---- | ---- | ---- |
| 5    | ↗8   | ↘7   |